# Candy Rain
Candy Rain – debiutancki album szwedzkiej wokalistki Pauline, wydany we wrześniu 2003 roku przez wydawnictwo muzyczne Tri-Sound. Album zawiera 11 premierowych utworów. Na pierwszy singiel z płyty wybrano utwór „Runnin' Out of Gaz”.

## Lista utworów
1. „Candy Rain” – 3:26
2. „Runnin' Out of Gaz” – 3:38
3. „Babylon” – 3:52
4. „Answer” – 3:18
5. „I Did Nothing Wrong” – 3:59
6. „Nothing Back” – 3:49
7. „Are You Feeling Better” – 3:25
8. „24 Fine Hours” – 3:43
9. „That's What I Am” – 3:22
10. „Doubts” – 4:11
11. „Zitchie” – 6:47